# Concord Township (Dubuque County, Iowa)
Die Concord Township ist eine von 17 Townships im Dubuque County im Osten des US-amerikanischen Bundesstaates Iowa.

## Geografie
Die Concord Township liegt im Osten von Iowa wenige Kilometer westlich des Mississippi, der die Grenze zu Wisconsin und Illinois bildet. Die Stadt Dubuque, das Zentrum der Region, liegt rund 35 km in südwestlicher Richtung.
Die Concord Township liegt auf 42°36′01″ nördlicher Breite und 90°57′30″ westlicher Länge und erstreckt sich über 94,28 km².
Die an der Grenze zum Clayton County gelegene Concord Township grenzt innerhalb des Dubuque County im Osten an die Jefferson Township, im Südosten an die Center Township, im Süden an die Iowa Township, im Südwesten an die New Wine Township und im Westen an die Liberty Township.

## Verkehr
Durch die Concord Township verläuft in Ost-West-Richtung der U.S. Highway 52 und überlappend der Iowa Highway 3. Innerhalb der Township trifft der Highway auf eine Reihe untergeordneter Straßen.
Die nächstgelegenen, außerhalb der Concord Township liegenden Flugplätze sind der rund 50 km südöstlich gelegene Dubuque Regional Airport sowie der rund 65 km südwestlich gelegene Monticello Regional Airport.

## Bevölkerung
Bei der Volkszählung im Jahr 2010 hatte die Township 873 Einwohner.
Innerhalb der Dodge Township gibt es zwei selbstständige Gemeinden, die beide den Status "City" haben:
- Holy Cross
- Rickardsville1

1 – überwiegend in der Jefferson Township